# لوبوشنا
لوبوشنا (به لاتین: Lubosina) یک روستا در لهستان است که در گمینا پنگوه (استان لهستان بزرگ‌تر) واقع شده‌است. لوبوشنا ۳۲۰ نفر جمعیت دارد.